# 506 (szám)
Az 506 (római számmal: DVI) egy természetes szám, szfenikus szám, a 2, a 11 és a 23 szorzata.

## A szám a matematikában
A tízes számrendszerbeli 506-os a kettes számrendszerben 111111010, a nyolcas számrendszerben 772, a tizenhatos számrendszerben 1FA alakban írható fel.
Az 506 páros szám, összetett szám, azon belül szfenikus szám. Téglalapszám (22 · 23). Kanonikus alakban a 21 · 111 · 231 szorzattal, normálalakban az 5,06 · 102 szorzattal írható fel. Nyolc osztója van a természetes számok halmazán, ezek növekvő sorrendben: 1, 2, 11, 22, 23, 46, 253 és 506.
Tizenegyszögszám.
Az 506 négyzete 256 036, köbe 129 554 216, négyzetgyöke 22,49444, köbgyöke 7,96863, reciproka 0,0019763. Az 506 egység sugarú kör kerülete 3179,29177 egység, területe 804 360,81665 területegység; az 506 egység sugarú gömb térfogata 542 675 431,0 térfogategység.